# Euploca microphylla
Euploca microphylla är en strävbladig växtart som först beskrevs av Olof Swartz och Johan Emanuel Wikström, och fick sitt nu gällande namn av Feuillet. Euploca microphylla ingår i släktet Euploca och familjen strävbladiga växter. Inga underarter finns listade i Catalogue of Life.